# En Avant de Guingamp 2020-2021 (femminile)
Questa voce raccoglie le informazioni riguardanti la squadra femminile dell'En Avant de Guingamp 2020-2021 nelle competizioni ufficiali della stagione 2020-2021.

## Divise e sponsor
La grafica riproponeva l'abbinamento cromatico basato sui colori sociali del club, rosso e nero, adottato dal Guingamp maschile. Main sponsor era Celtigel, lo sponsor tecnico, fornitore delle tenute da gioco, era Umbro.
| Casa | Trasferta | Terza divisa |

## Organigramma societario
Area tecnica
- Allenatore: Frédéric Biancalani
- Vice allenatore:
- Preparatore dei portieri:
- Preparatore atletico:
- Medico sociale:
- Fisioterapista:
- Coordinatore:

## Rosa
Rosa, ruoli e numeri di maglia come da sito ufficiale e movimenti di calciomercato, aggiornati al 28 luglio 2020.
| N. |                        | Ruolo | Calciatrice              |
| -- | ---------------------- | ----- | ------------------------ |
| 2  | Francia (bandiera)     | D     | Léa Sotier               |
| 3  | Francia (bandiera)     | D     | Fanny Hoarau             |
| 4  | Danimarca (bandiera)   | D     | Luna Gevitz              |
| 5  | Stati Uniti (bandiera) | D     | Haley Lukas              |
| 7  | Francia (bandiera)     | A     | Dialamba Diaby           |
| 8  | Camerun (bandiera)     | C     | Jeannette Grace Yango    |
| 10 | Francia (bandiera)     | A     | Adélie Fourré            |
| 11 | Francia (bandiera)     | A     | Louise Fleury            |
| 13 | Francia (bandiera)     | D     | Héloïse Mansuy           |
| 14 | Mali (bandiera)        | C     | Aïssata Traoré           |
| 15 | Francia (bandiera)     | A     | Margaux Le Mouël         |
| 16 | Francia (bandiera)     | P     | Solène Durand (capitano) |

| N. |                        | Ruolo | Calciatrice         |
| -- | ---------------------- | ----- | ------------------- |
| 17 | Madagascar (bandiera)  | C     | Juliette Merle      |
| 19 | Francia (bandiera)     | D     | Emmy Jézéquel       |
| 20 | Francia (bandiera)     | A     | Alison Peniguel     |
| 22 | Stati Uniti (bandiera) | D     | Carlin Hudson       |
| 23 | Russia (bandiera)      | C     | Ekaterina Tyryškina |
| 25 | Francia (bandiera)     | C     | Faustine Robert     |
| 28 | Francia (bandiera)     | C     | Sana Daoudi         |
| 30 | Francia (bandiera)     | P     | Agathe Fauvel       |
| 40 | Francia (bandiera)     | P     | Manon Toti          |
|    | Australia (bandiera)   | D     | Laura Brock         |
|    | Francia (bandiera)     | C     | Anaëlle Lecocq      |
|    | Francia (bandiera)     | C     | Maëlle Troussard    |

## Calciomercato

### Sessione estiva
| Acquisti | Acquisti       | Acquisti          | Acquisti   |
| R.       | Nome           | da                | Modalità   |
| -------- | -------------- | ----------------- | ---------- |
| D        | Laura Brock    | Melbourne Victory | definitivo |
| C        | Anissa Lahmari | Soyaux            | definitivo |
| A        | Sarah Cambot   | Soyaux            | definitivo |

| Cessioni | Cessioni            | Cessioni | Cessioni   |
| R.       | Nome                | a        | Modalità   |
| -------- | ------------------- | -------- | ---------- |
| C        | Ella Palis          | Bordeaux | definitivo |
| C        | Ekaterina Tyryškina | Le Havre | definitivo |
| A        | Desire Oparanozie   | Digione  | definitivo |

## Risultati

### Division 1

#### Girone di andata
| Arbitro: | Vanderstichel |

|                                |           |            |
| Diani 56’, 78’, 86’ Katoto 71’ | Marcatori | 75’ Robert |

| Arbitro: | Elbour |

|                              |           |  |
| Puntigam 33’ Škorvánková 36’ | Marcatori |  |

| Arbitro: | Rochebilière |

|                   |           |                           |
| Robert 89’ (rig.) | Marcatori | 72’ Oparanozie 79’ Lavaud |

| Arbitro: | Justine Catania |

|            |           |  |
| Dufour 60’ | Marcatori |  |

| Arbitro: | Laur |

|                            |           |  |
| Cambot 14’ Robert 21’, 45’ | Marcatori |  |

| Arbitro: | Fournier |

|                                            |           |  |
| Henry 37’ Majri 70’, 81’ Gunnarsdóttir 73’ | Marcatori |  |

| Arbitro: | Guillot |

|                      |           |                   |
| Robert 2’ Cambot 80’ | Marcatori | 4’ Þorvaldsdóttir |

| Arbitro: | Elbour |

|            |           |                  |
| Fleury 58’ | Marcatori | 83’ (rig.) Butel |

| Arbitro: | Cruchon |

|              |           |                                                                         |
| Kaabachi 54’ | Marcatori | 47’, 90+3’ Cambot 60’ Robert 68’ Peniguel 71’ (rig.) Lahmari 75’ Fleury |

| Arbitro: | Laur |

|  |           |               |
|  | Marcatori | 37’ Le Garrec |

| Arbitro: | Vanderstichel |

|  |           |            |
|  | Marcatori | 48’ Robert |

#### Girone di ritorno
| Arbitro: | Elbour |

|                                                 |           |               |
| Peniguel 14’ Le Mouël 42’ Fleury 56’ Robert 66’ | Marcatori | 83’ Petermann |

| Arbitro: | Catania |

|  |           |                                                    |
|  | Marcatori | 6’ Baltimore 11’, 56’ Katoto 19’ Diani 85’ Huitema |

| Arbitro: | Collin |

|  |           |            |
|  | Marcatori | 76’ Robert |

| Bondoufle 27 febbraio 2021, ore 14:30 CET 15ª giornata | Paris FC | 0 – 0 referto | Guingamp | Stadio Robert Bobin (0 spett.)\| Arbitro: \| Beyer \| |
| Arbitro:                                               | Beyer    |               |          |                                                       |

| Arbitro: | Vanderstichel |

|                 |           |  |
| Fleury 51’, 63’ | Marcatori |  |

| Soyaux 27 marzo 2021, ore 14:30 CET 17ª giornata | Soyaux   | 0 – 0 referto | Guingamp | Stadio Léo Lagrange (0 spett.)\| Arbitro: \| Fournier \| |
| Arbitro:                                         | Fournier |               |          |                                                          |

| Arbitro: | Elbour |

|  |           |                                                                        |
|  | Marcatori | 9’ Henry 13’ Macario 22’ Cascarino 68’ (aut.) Alleway-Brock 89’ Malard |

| Arbitro: | Elbour |

|  |           |                        |
|  | Marcatori | 17’, 79’ (rig.) Robert |

| Pabu 8 maggio 2021, ore 14:30 CEST 20ª giornata | Guingamp | 0 – 0 referto | Stade Reims | Stade du Centre de Formation - Akademi (0 spett.)\| Arbitro: \| Collin \| |
| Arbitro:                                        | Collin   |               |             |                                                                           |

| Arbitro: | Beyer |

|                 |           |            |
| Khelifi 6’, 11’ | Marcatori | 16’ Cambot |

| Arbitro: | Laur |

|                                        |           |                      |
| Peniguel 32’, 72’ Mansuy 74’ Diaby 89’ | Marcatori | 33’ Shaw 57’ Lavogez |

### Coppa di Francia
| Arbitro: | Guillot |

|                                          |           |  |
| Munich 7’ (aut.) Cambot 10’ Peniguel 14’ | Marcatori |  |

## Statistiche

### Statistiche di squadra
| Competizione     | Punti | In casa | In casa | In casa | In casa | In casa | In casa | In trasferta | In trasferta | In trasferta | In trasferta | In trasferta | In trasferta | Totale | Totale | Totale | Totale | Totale | Totale | DR |
| Competizione     | Punti | G       | V       | N       | P       | Gf      | Gs      | G            | V            | N            | P            | Gf           | Gs           | G      | V      | N      | P      | Gf     | Gs     | DR |
| ---------------- | ----- | ------- | ------- | ------- | ------- | ------- | ------- | ------------ | ------------ | ------------ | ------------ | ------------ | ------------ | ------ | ------ | ------ | ------ | ------ | ------ | -- |
| Division 1       | 31    | 11      | 5       | 2       | 4       | 17      | 18      | 11           | 4            | 2            | 5            | 12           | 14           | 22     | 9      | 4      | 9      | 29     | 32     | -3 |
| Coppa di Francia | -     | 1       | 1       | 0       | 0       | 3       | 0       | -            | -            | -            | -            | -            | -            | 1      | 1      | 0      | 0      | 3      | 0      | +3 |
| Totale           | -     | 12      | 6       | 2       | 4       | 20      | 18      | 11           | 4            | 2            | 5            | 12           | 14           | 23     | 10     | 4      | 9      | 32     | 32     | 0  |

### Andamento in campionato
| Giornata  | 1  | 2  | 3  | 4  | 5  | 6  | 7 | 8 | 9 | 10 | 11 | 12 | 13 | 14 | 15 | 16 | 17 | 18 | 19 | 20 | 21 | 22 |
| --------- | -- | -- | -- | -- | -- | -- | - | - | - | -- | -- | -- | -- | -- | -- | -- | -- | -- | -- | -- | -- | -- |
| Luogo     | T  | T  | C  | T  | C  | T  | C | C | T | C  | T  | C  | C  | T  | T  | C  | T  | C  | T  | C  | T  | C  |
| Risultato | P  | P  | P  | P  | V  | P  | V | N | V | P  | V  | V  | P  | V  | N  | V  | N  | P  | V  | N  | P  | V  |
| Posizione | 10 | 11 | 11 | 11 | 11 | 11 | 9 | 9 | 8 | 9  | 8  | 7  | 8  | 7  | 7  | 6  | 5  | 5  | 5  | 5  | 6  | 5  |

Legenda:

Luogo: C = Casa; T = Trasferta. Risultato: V = Vittoria; N = Pareggio; P = Sconfitta.

### Statistiche delle giocatrici
| Giocatore | Division 1 | Division 1 | Division 1  | Division 1 | Coppa di Francia | Coppa di Francia | Coppa di Francia | Coppa di Francia | Totale   | Totale | Totale      | Totale     |
| Giocatore | Presenze   | Reti       | Ammonizioni | Espulsioni | Presenze         | Reti             | Ammonizioni      | Espulsioni       | Presenze | Reti   | Ammonizioni | Espulsioni |
| --------- | ---------- | ---------- | ----------- | ---------- | ---------------- | ---------------- | ---------------- | ---------------- | -------- | ------ | ----------- | ---------- |